# Харизматична власт
Думата „харизма“ произлиза от гръцки език и означава дар, подарък. В политическата терминология терминът харизма е въведен от германския социолог Макс Вебер. Той формулира концепция за харизматичното господство като власт, която е базирана на забележителните, извънредни качества на някой индивид, а не произлизаща от заемането на дадена длъжност или пост.
Харизматичното управление е специфична форма на власт, за която претендират лидерите, които са възприемани и признавани като надарени с изключителни способности от последователите си. Най-често харизматични личности застават начело на революционни и различни социални движения или в периоди на социално напрежение и политически и обществени промени. Харизматичното управление често преминава през сътресения и проблеми, свързани с консолидацията и продължаването на властта. Това е така, тъй като този тип власт се опира не на институционален и рационален авторитет, а по произхода си е анти-институционална. Понякога харизматичните лидери се опитват да решат тези проблеми като установят изборни длъжности или линия на унаследяване на управлението.
С течение на времето употребата на термина харизма става все по-широка. Харизматична започва да се нарича всяка личност, която се ползва с извънредното народно доверие и авторитет сред гражданите, дори когато този авторитет произлиза не от специфични качества на лидера, а от това, че заема значим пост – например президентския или този на министър-председателя. Тоест харизмата вече не се свързва задължително с изключителните лични качества и способности на индивида, а може да произлиза от неговите всекидневни политически умения или от изградения му публичен образ. Така употребата на термина „харизматична личност” става по-обхватна и същевременно – по-произволна и по-субективна.
 : Статията се основава на или съдържа материал от Краткия политически речник на термините на Българското училище за политика.